# Джизан
Джиза́н или Джаза́н (араб. جيزان، جازان‎) — административный район на юго-западе Саудовской Аравии.
- Административный центр — город Джизан.
- Площадь — 11 671 км², население — 1 365 110 человек (2010 год).

## География
На северо-западе граничит с административным округом Мекка, на северо-западе с административным округом Асир, на юге с Йеменом. На западе имеет выход к Красному морю.

## История
В составе Саудовской Аравии с 1930 года.

## Экономика
Административный округ не испытывает дефицита влаги в течение большинства сезонов, благодаря гидротехническим сооружениям, построенным для накопления дождевой воды. В Джизане функционируют одни из крупнейших плотин и водохранилищ в королевстве. Область известна выращиванием зерновых культур, таких как пшеница и просо. Кроме того, создаются плантации инжира, гуавы, ананаса, бананов, папайи, арбузов, тыквы. Важнейшей сельскохозяйственной культурой региона также является манго, которой выращивается около 30 сортов.
Кроме того, в Джизане развито рыболовство, промысел креветки и моллюсков.
С 2019 года в провинции реализуются проекты в области водоснабжения и окружающей среды. Проекты включают в себя установку линии очистки сточных вод и канализационной системы и станции для перекачки.

## Религия
Жители провинции — мусульмане-сунниты.

## Административное деление
Административный округ делится на 14 мухафаз. 

## Администрация
Во главе административного округа (провинции) стоит наместник с титулом эмира, назначаемый королём из числа принцев династии Аль Сауд.

### Эмиры
Эмиры минтаки (губернаторы провинции):
- ?—1940 гг. Мухаммад бин Абд аль-Азиз аль-Мади;
- 1940—1946 гг. Халид бин Ахмад[араб.] ас-Судайри;
- 1946—1948 гг. Мухаммад бин Ахмад бин Мохаммад ас-Судайри;
- 1948—1953 гг. Мусаид бин Ахмад ас-Судайри;
- ?—2000 гг. Мухаммад бин Турки ас-Судайри;
- 2000—наше вр. принц Мухаммад бин Насер[араб.] Аль Сауд, внук короля Абд аль-Азиза.